# 蔡炳炎

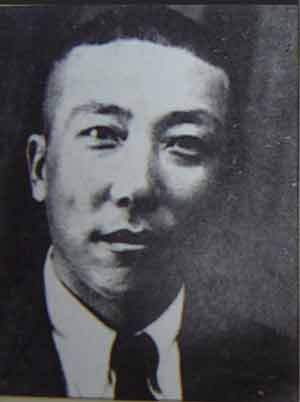
国民革命军第十八军六十七师二○一旅少将旅长蔡炳炎。

蔡炳炎（1902年—1937年8月27日），又名蔡善举，字孑遗、絜宜，男，安徽合肥人。黄埔军校第一期步科和陆军大学特别班第一期毕业生。曾参加北伐战争。
淞沪会战爆发时，任中华民国陆军第十八军六十七师二○一旅少将旅长。1937年8月27日晨，在淞沪会战中殉国，时年35岁，后追授陆军中将。

## 生平

### 早年
蔡炳炎家境清贫，务农为生，7岁进入私塾接受启蒙。
1919年，安徽大旱，蔡家绝收，遂辍学回家当塾师。1924年6月，蔡炳炎在其舅父邓子云（同盟会成员）的引荐下考取黄埔陆军军官学校第一期第四队学习步科，同年11月毕业。为讨伐陈炯明叛乱，孙中山决定以军事学校第一期党员为基干，组建2个教导团，作为校属武装。蔡炳炎被分配在教导第二团任排长。
1925年1月31日，广州革命军誓师东征讨伐陈炯明。2月初，在进攻淡水战斗中，蔡炳炎随教导第二团在城外负责阻击增援之敌。蔡炳炎率队勇猛冲杀，击溃陈炯明部。3月12日，陈炯明主力数万之众，与广州革命军在棉湖、鲤湖一带相遇。教导第一团伤亡惨重。蔡炳炎和几位排长见势由鲤湖附近主动向前移动，夹击敌军获胜。
1925年3月12日，孙中山逝世，滇军总司令杨希闵、桂军总司令刘震寰公开叛乱，广州革命军回师平叛。6月中旬，蔡炳炎参加进攻广州白云山、龙眼洞之敌，战绩显著。平乱后，蔡炳炎升任黄埔军校教导二团二营六连连长。
不久，陈炯明趁国民政府初建和廖仲恺被刺之机，重占江东，集兵于惠州，再图进犯广州。10月1日，蔡炳炎随广州革命军第一军再次东征，攻克惠州。在河婆之战中，广州革命军以1个团兵力，溃敌万余，蔡炳炎在战斗中，表现突出。
1926年，国民革命军北伐。12月下旬，蔡炳炎在攻克永定、永泰等战斗中，因勇敢善战，晋升为第三师第八团副营长。
1927年初，北伐军乘胜向长江下游挺进，蔡炳炎随师进驻镇江，后取蚌埠，6月攻占徐州后再回师镇江，晋升中校营长。“四·一二”政变后，蔡炳炎调任第九军军士教导大队上校主任，不久又调任总司令部补充第五团团长。11月，他奉命再次渡江北上。途中，何应钦将其调到他的第一军第三师第八团任团长。12 月上旬，蔡炳炎率部再次攻克徐州，因坠马致右小腿骨折。住院治疗期间，蒋介石派宋美龄亲往医院探视。
1928年夏，蔡炳炎伤愈不久，即参加进攻鲁南、济宁等战役。战事结束后，蔡炳炎部改为第二师第五旅第十团，继任团长之职。
1929年，蔡炳炎调往北京陆军大学特别班（第一期）学习。翌年中原大战爆发，蒋介石令正在陆大特别班学习的原第九军副军长卫立煌回江淮地区招募新兵，蔡炳炎亦奉命随往，任第三纵队少将参议。在江淮地区募得2个团新兵后，蔡炳炎兼任第一团团长。未几，又招募2个团新兵，蒋介石将反蒋失败的第四十五师番号改交卫立煌，原第四十五师所剩部队与4个新兵团合并成立新第四十五师，蔡炳炎任该师第一三五旅第二六八团团长，进驻徐州，兼徐州警备司令。
1931年初，中原大战结束后，新第四十五师改编为第十师，调往井冈山参与对中国工农红军的第三次“围剿”。蔡炳炎复回陆大特别班完成没有修完的学业。
1932年春，蔡炳炎在陆大特别班学习结业后调至南京，任胡宗南部第一师参谋长兼开封警备司令。旋任第十八军军部参谋兼干部训练处副主任。后应安徽省政府主席吴忠信之请，任安徽警备第二旅旅长。9月，升任安徽省保安处少将参谋长。次年3月，又升任安徽省保安处中将处长。在任期间，因围剿中国工农红军有功，受到蒋介石嘉奖。1935年初，曾率保安团、队，配合刘镇华部第十五军在皖南谭家桥大败由粟裕担任参谋长的中国工农红军北上抗日先遣队，红7军团军团长寻淮洲亦在战斗中身亡。
民国1935年3月，蔡炳炎因与安徽省主席刘镇华不睦，辞去安徽省保安处长职务。
同年4月，应陈诚之召，调到中央陆军整理处军官大队任大队长，次年调任第十八军第六十七师第二〇一旅少将旅长。1937年初，奉命率部驻防广东韶关，修筑公路。

### 抗战
淞沪会战爆发后，蔡炳炎随第十八军开赴淞沪战场，率部扼守罗店一线阵地。
1937年8月25日，日军遣第十一师团多田骏部，从川沙口登陆，占领陆家宅、沈宅一线，企图进攻罗店，以威胁上海守军之侧背。
8月26日，为消除上海守军侧背的威胁，蔡炳炎率部夜袭陆家宅，歼灭日本守军。
27日凌晨，日军增援部队赶到，双方死伤惨重。蔡炳炎见情况万分危急，遂将指挥所向前推进几百公尺，设在冲击部队的散兵线后面，亲自督率一个营及特务排向日军冲击，下达“本旅将士，誓与阵地共存亡，前进者生，后退者死，其各禀遵”的命令，高呼：“吾辈只有两条路，敌生，我死！我生，敌死！”。
鏖战中，蔡炳炎不幸胸部中弹殉国。

## 身后
蔡炳炎殉国后，国民政府追授中将军衔。灵柩运往安庆时，沿途苏州、南京、芜湖等地的各界人士皆为之举行公祭。
1937年12月下旬，灵柩运回合肥故里下葬。
1947年5月10日，国民政府以2821号公报发布了对蔡炳炎的褒扬令：“抗战军兴，御敌淞沪，身先士卒，为国捐躯，寰宇重光，弥远忠烈，应予明令褒扬”。
1985年4月，在纪念抗日战争胜利40周年之际，安徽省人民政府为表彰先烈，追认蔡炳炎为革命烈士。
1986年9月，合肥市人民政府拨款3万元，将蔡炳炎灵柩葬于合肥蜀山烈士陵园。
2004年9月7日，蔡炳炎将军铜像在合肥大蜀山文化陵园落成。

## 其他
蔡炳炎开赴抗日前线时，再三嘱咐爱妻：“现在抗战很紧张，何时回来很难预料”，“你照顾好幼小的子女外，还可参加妇女抗日救亡团体，为国家出点力。”临战前，信告爱妻：“国将不保，家焉能存在！”
张治中很熟悉蔡炳炎，当他突闻蔡炳炎在罗店阵亡的消息，不由泪水流下两颊。悲痛之时，作词《满庭芳·缅怀蔡炳炎》一首，寄托哀思。词中写道：寡言少语，忠厚老实，离乡从军，纵马横刀十余年，尽心尽职。 淞沪战役挺身出，高举抗日救国旗。罗店战身先士卒，功德传后世。